# Metopomintho sauteri
Metopomintho sauteri là một loài ruồi trong họ Tachinidae.